# Spinball
Spinball è un singolo della cantante italiana Jo Squillo, pubblicato il 21 giugno 2016.

## Video musicale
Il videoclip del brano, girato nei quartieri Downtown e Wynwood di Miami, è stato pubblicato sui canali YouTube di Jo Squillo e dell'etichetta discografica Bang Records lo stesso giorno di pubblicazione della canzone.

## Tracce
Download digitale
1. Spinball (Original Mix) – 3:15
2. Spinball (Club Extended) – 5:28